# Albertina di Montenuovo
Albertina Maria di Montenuovo (Parma, 1º maggio 1817 – Fontanellato, 26 dicembre 1867) fu la prima figlia dell'arciduchessa Maria Luigia d'Austria, duchessa di Parma, Piacenza e Guastalla e del suo amante, in seguito marito morganatico, Adam Albert von Neipperg. Sposò Luigi Sanvitale, conte di Fontanellato.

## Biografia
La madre di Albertina era Maria Luigia d'Austria, figlia dell'imperatore romano-germanico Francesco II e seconda sposa di Napoleone Bonaparte, imperatore dei francesi. Mentre quest'ultimo era in esilio all'Isola d'Elba, Maria Luigia conobbe Adam Albert von Neipperg, un uomo di fiducia del padre, che l'accompagnò come scorta durante un soggiorno ad Aix-les-Bains. L'ex-imperatrice francese, che fino a quel momento era stata fedele al consorte, si innamorò del conte austriaco e, venuta a conoscenza che Napoleone Bonaparte aveva rivisto la sua amante Maria Waleska all'Elba, si ritenne libera di prendersi Neipperg come amante. Dopo la definitiva sconfitta di Napoleone Bonaparte e il suo esilio a Sant'Elena, Maria Luigia prese possesso dei ducati italiani di Parma, Piacenza e Guastalla e portò con sé Neipperg in qualità di primo ministro. Albertina nacque circa un anno dopo l'ingresso ufficiale della duchessa a Parma.

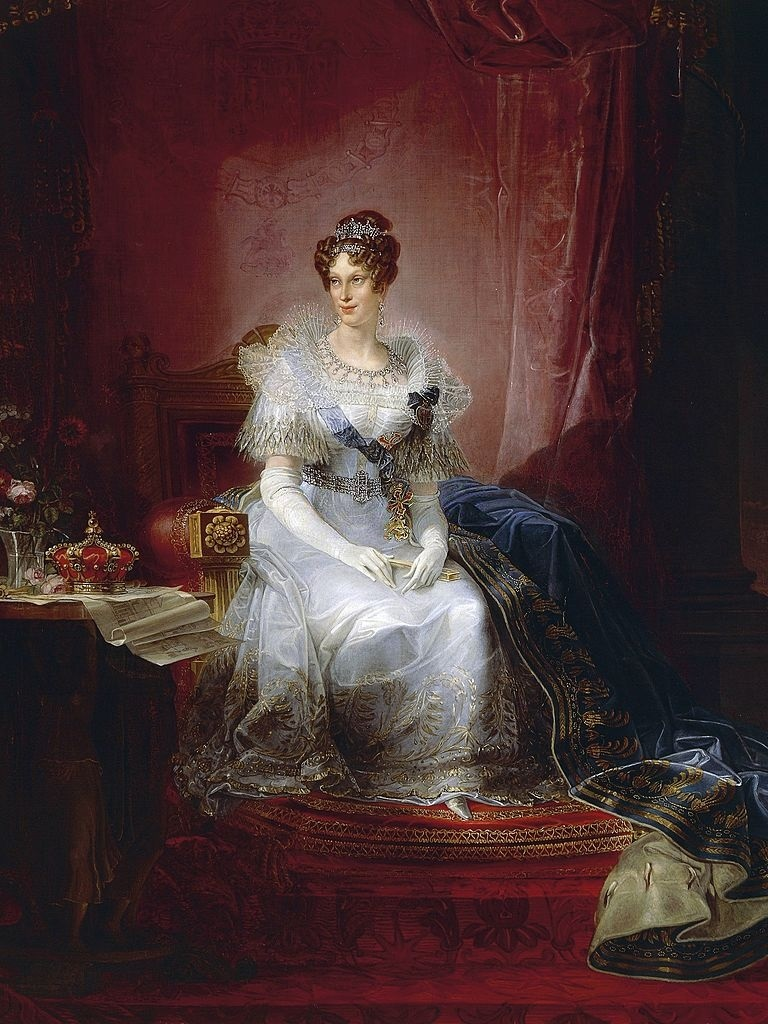
Maria Luigia d'Austria
duchessa di Parma, Piacenza e Guastalla
ritratto di Giovan Battista Borghesi 1839

Dal momento che Maria Luigia era ancora sposata a Napoleone e non a Neipperg, Albertina non poté essere riconosciuta come figlia legittima. Pertanto, le fu donato il titolo di contessa di Montenuovo (italianizzazione di Neuberg, da Neipperg). La bambina visse i suoi primi anni di vita nella casa di un dottore di Parma, tale Giuseppe Rossi, che le fece anche da istitutore. Maria Luigia e Neipperg andavano a trovarla di nascosto e questa situazione faceva soffrire la duchessa, dal momento che non aveva molto senso giacché a Parma era nota l'esistenza di questa figlia illegittima. Quando l'8 agosto 1819 Maria Luigia diede alla luce un maschio, Guglielmo, anche il bambino andò a vivere con la sorellina nella casa del dottor Rossi. Tre mesi dopo la morte di Napoleone Bonaparte, venuto a mancare a Sant'Elena il 5 maggio 1821, Maria Luigia poté finalmente legalizzare davanti a Dio la sua relazione con Neipperg, che sposò l'8 agosto 1821, con nozze morganatiche segrete, poiché il rango del marito era inferiore al suo. I bambini di Maria Luigia andarono ad abitare in una dépendance del Palazzo Ducale e furono seguiti da una governante e da un istitutore. Da quel momento la duchessa poté vivere a stretto contatto con i suoi figli, come aveva sempre desiderato, poiché le bastava fare pochi passi per raggiungerli.
L'esistenza di Albertina e Guglielmo era nota a Vienna, sebbene nessuno osasse parlarne. Dopo la morte del conte Neipperg, avvenuta il 22 febbraio 1829, fu letto il suo testamento che parlava in termini chiari dell'esistenza dei due figli avuti con la duchessa e del matrimonio morganatico. A quel punto Maria Luigia dovette redigere una confessione scritta in cui confermava la nascita dei due bambini, che fu inserita negli atti segreti degli archivi di Stato. Tuttavia, non le fu permesso di adottare Albertina e Guglielmo, come lei desiderava e come era espresso nelle ultime volontà di Neipperg.
Il 28 ottobre 1833, a sedici anni, Albertina sposò Luigi Sanvitale, conte di Fontanellato, membro di una delle più antiche e nobili famiglie di Parma. Il matrimonio diede luogo a diverse critiche, sia perché il conte aveva trentaquattro anni, sia perché era stato uno degli amanti di Maria Luigia dopo la morte di Neipperg. Tuttavia, i coniugi Sanvitale andarono d'accordo, il loro matrimonio fu improntato all'armonia e nacquero quattro figli, due femmine morte prematuramente e due maschi, Alberto e Stefano, che furono molto amati dalla nonna duchessa.

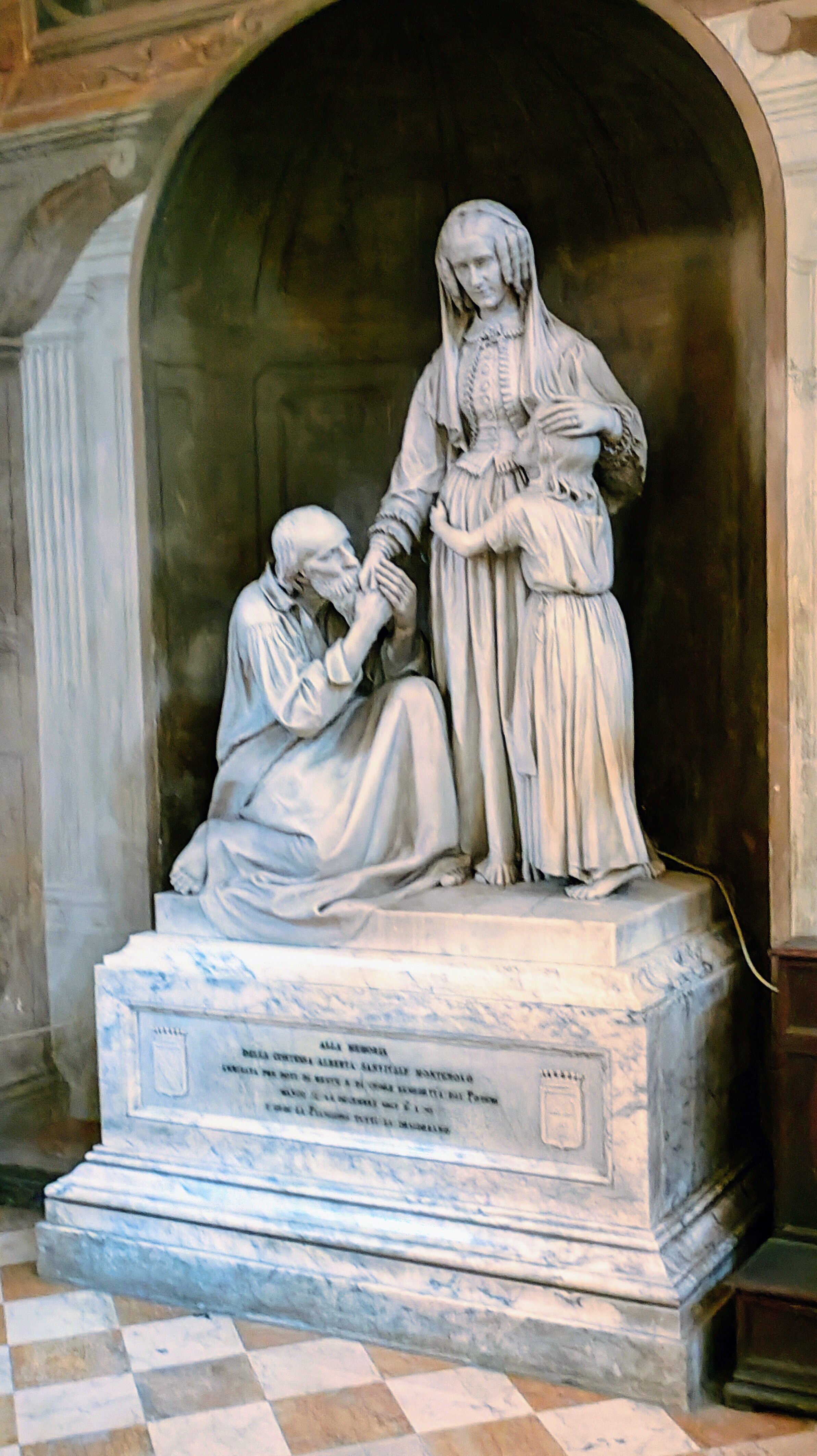
Il monumento funebre di Albertina Sanvitale nell'abbazia di San Giovanni Evangelista, realizzato da Cristoforo Marzaroli

Albertina rimase sempre a stretto contatto con la madre ed era al suo capezzale quand'ella spirò il 17 dicembre 1847. Dal momento che sia lei sia suo fratello erano illegittimi, non potevano essere nominati eredi dei beni di Maria Luigia; tuttavia, la duchessa fece in modo che avessero 300.000 fiorini ciascuno e oggetti legati a un valore sentimentale. Dopo la morte di Maria Luigia il trono di Parma passò a Carlo II di Parma e quando i Borboni furono momentaneamente cacciati durante i moti del 1848, Luigi Sanvitale ricoprì la carica di presidente del governo provvisorio di Parma. Quando, però, i regnanti tornarono, Luigi venne esiliato e Albertina, che aveva subito numerose confische, si ritirò con i figli nel castello di Fontanellato. Nel 1860 Sanvitale fu nominato senatore del Regno d'Italia; Albertina morì sette anni dopo.
Fu sepolta (quasi certamente) nell'abbazia di San Giovanni Evangelista a Parma dove esiste, nella prima cappella laterale di destra, un gruppo marmoreo di Cristoforo Marzaroli che la ritrae nell'atto di aiutare i poveri. Non è certo, però, anche se assai probabile, che questo monumento corrisponda al luogo della sua sepoltura.
Molti oggetti personali di Albertina di Montenuovo, tra cui un suo abito, sono esposti nel museo Glauco Lombardi, dedicato a sua madre Maria Luigia.

## Discendenza
- Alberto Sanvitale (Parma, 28 agosto 1834 - ivi, 25 settembre 1907), sposò Laura Malvezzi De' Medici dalla quale ebbe tre figli[1]
- Maria Sanvitale (6 settembre 1836 - 13 aprile 1842).
- Stefano Sanvitale (Parma, 14 agosto 1838 - ivi, 2 gennaio 1914)

## Ascendenza
|                                     |                              |                                             | Genitori                              |  |  | Nonni |  |  | Bisnonni                       |  |  | Trisnonni                     |  |
|                                     |                              |                                             |                                       |  |  |       |  |  | Guglielmo Rainardo di Neipperg |  |  | Everardo Federico di Neipperg |  |
|                                     |                              |                                             |                                       |  |  |       |  |  | Guglielmo Rainardo di Neipperg |  |  | Everardo Federico di Neipperg |  |
|                                     |                              | Margherita Lucrezia di Hornberg             |                                       |  |  |       |  |  | Guglielmo Rainardo di Neipperg |  |  |                               |  |
| Leopoldo Giuseppe di Neipperg       |                              |                                             |                                       |  |  |       |  |  | Guglielmo Rainardo di Neipperg |  |  |                               |  |
|                                     |                              | Maria Francesca di Khevenhüller-Frankenburg | Francesco di Khevenhüller-Frankenburg |  |  |       |  |  |                                |  |  |                               |  |
|                                     |                              | Maria Francesca di Khevenhüller-Frankenburg | Francesco di Khevenhüller-Frankenburg |  |  |       |  |  |                                |  |  |                               |  |
|                                     |                              | Maria Francesca di Khevenhüller-Frankenburg | Maria Teresa di Lubetich e Chapelot   |  |  |       |  |  |                                |  |  |                               |  |
| Adamo Alberto di Neipperg           |                              | Maria Francesca di Khevenhüller-Frankenburg |                                       |  |  |       |  |  |                                |  |  |                               |  |
|                                     |                              | Carlo Ferdinando di Hatzfeldt               | Guglielmo Francesco di Hatzfeldt      |  |  |       |  |  |                                |  |  |                               |  |
|                                     |                              | Carlo Ferdinando di Hatzfeldt               | Guglielmo Francesco di Hatzfeldt      |  |  |       |  |  |                                |  |  |                               |  |
|                                     |                              | Carlo Ferdinando di Hatzfeldt               | Sofia Teresa di Loë                   |  |  |       |  |  |                                |  |  |                               |  |
| Maria Luisa di Hatzfeldt-Wildenburg |                              | Carlo Ferdinando di Hatzfeldt               |                                       |  |  |       |  |  |                                |  |  |                               |  |
|                                     |                              | Maria Sofia di Bettendorff                  | Lotario Carlo di Bettendorff          |  |  |       |  |  |                                |  |  |                               |  |
|                                     |                              | Maria Sofia di Bettendorff                  | Lotario Carlo di Bettendorff          |  |  |       |  |  |                                |  |  |                               |  |
|                                     |                              | Maria Sofia di Bettendorff                  | Maria Sofia di Stadion                |  |  |       |  |  |                                |  |  |                               |  |
| Albertina di Montenuovo             |                              | Maria Sofia di Bettendorff                  |                                       |  |  |       |  |  |                                |  |  |                               |  |
|                                     | Leopoldo II d'Asburgo-Lorena | Francesco I di Lorena                       |                                       |  |  |       |  |  |                                |  |  |                               |  |
|                                     | Leopoldo II d'Asburgo-Lorena | Francesco I di Lorena                       |                                       |  |  |       |  |  |                                |  |  |                               |  |
|                                     | Leopoldo II d'Asburgo-Lorena | Maria Teresa d'Austria                      |                                       |  |  |       |  |  |                                |  |  |                               |  |
| Francesco II d'Asburgo-Lorena       | Leopoldo II d'Asburgo-Lorena |                                             |                                       |  |  |       |  |  |                                |  |  |                               |  |
|                                     |                              | Maria Ludovica di Borbone-Spagna            | Carlo III di Spagna                   |  |  |       |  |  |                                |  |  |                               |  |
|                                     |                              | Maria Ludovica di Borbone-Spagna            | Carlo III di Spagna                   |  |  |       |  |  |                                |  |  |                               |  |
|                                     |                              | Maria Ludovica di Borbone-Spagna            | Maria Amalia di Sassonia              |  |  |       |  |  |                                |  |  |                               |  |
| Maria Luisa d'Asburgo-Lorena        |                              | Maria Ludovica di Borbone-Spagna            |                                       |  |  |       |  |  |                                |  |  |                               |  |
|                                     |                              | Ferdinando I delle Due Sicilie              | Carlo III di Spagna                   |  |  |       |  |  |                                |  |  |                               |  |
|                                     |                              | Ferdinando I delle Due Sicilie              | Carlo III di Spagna                   |  |  |       |  |  |                                |  |  |                               |  |
|                                     |                              | Ferdinando I delle Due Sicilie              | Maria Amalia di Sassonia              |  |  |       |  |  |                                |  |  |                               |  |
| Maria Teresa di Borbone-Due Sicilie |                              | Ferdinando I delle Due Sicilie              |                                       |  |  |       |  |  |                                |  |  |                               |  |
|                                     |                              | Maria Carolina d'Asburgo-Lorena             | Francesco I di Lorena                 |  |  |       |  |  |                                |  |  |                               |  |
|                                     |                              | Maria Carolina d'Asburgo-Lorena             | Francesco I di Lorena                 |  |  |       |  |  |                                |  |  |                               |  |
|                                     |                              | Maria Carolina d'Asburgo-Lorena             | Maria Teresa d'Austria                |  |  |       |  |  |                                |  |  |                               |  |
|                                     |                              | Maria Carolina d'Asburgo-Lorena             |                                       |  |  |       |  |  |                                |  |  |                               |  |